# Independência do Casqueiro
O Grêmio Recreativo Cultural Escola de Samba Independência é uma escola de samba de Cubatão. A sede da agremiação fica localizada na Av. Joaquim Jorge Peralta, 13 no bairro no Jardim Casqueiro, em Cubatão.
É Hendecampeão (2005-2016) consecutiva do Carnaval cubatense e conquistou o título de campeã do Carnaval Metropolitano da Baixada Santista em 2006 (a única vez em que houve uma disputa regional)[carece de fontes?].
Foi batizada pela Império do Samba.

## História
A Independência foi fundada em 1976. Surgiu com um grupo que fazia parte do Bloco dos Malucos, depois de uma reunião com os foliões do bairro interessados em transformar o bloco em uma agremiação maior. O nome foi escolhido pelo fato de o grupo se concentrar na Praça Independência, no Casqueiro, e o primeiro presidente foi Donaldson Teixeira de Oliveira.
No ano de 2000, sagrou-se Campeã num Carnaval disputadíssimo nas últimas notas. Após esta conquista, o Concurso oficial ficou parado por 3 anos, sendo realizado apenas apresentações das Escolas ao público sem competição (Hors Concours).
Na volta da disputa oficial em 2004, o segundo lugar alcançado refletiu um período conturbado politicamente na Escola.
A perda do Campeonato no ano anterior gerou profundas reflexões. Algo precisava mudar.  Para o Carnaval de 2005 inicia-se na Ala dos Compositores, um movimento de união da Escola. As disputas acirradíssimas de Sambas com a quadra sempre lotada e com torcidas apaixonadas, contribuía e muito para que, independentemente de quem ganhasse estas disputas, o ambiente ficasse muito conturbado politicamente inclusive. Os compositores entre si eram amigos, porém as torcidas não compreendiam naturalmente esta etapa do processo. Era necessário que se fizesse algo. E assim, após conversas e convites a todas as Parcerias da Escola, reuniram-se numa tarde de final de Campeonato brasileiro, alguns integrantes da Ala dos Compositores que deixaram seus afazeres de lado, inclusive o importante jogo e se puseram a compor aquele importante Samba, que se não prima pela beleza dos seus versos, destaca-se por ter sido uma pequena chama de revolução que produziu uma mudança na mentalidade da Comunidade. Unidos e em prol do Pavilhão, seríamos muito melhores. O resultado disto foi que naquele ano a Escola sagrou-se Campeã, iniciando uma série histórica de títulos.
Em 2006, com o Enredo Os alquimistas estão chegando, além do bicampeonato cubatense (até então), a Escola conquistou o Campeonato Metropolitano realizado em Praia Grande, batendo Agremiações fortíssimas da Região. O samba enredo foi defendido na ocasião pela famosa Eliana de Lima e Pindá.
O ano de 2007 foi um ano de muitas dificuldades financeiras inclusive e a garra da Comunidade foi fundamental para que aquele carnaval fosse posto na Avenida. Iniciava-se a troca de comando da Escola. O destaque deste Carnaval foi o belo samba com temática africana composto por Serginho do Porto e que embalou os integrantes na conquista de mais um Campeonato.
Em 2008, com o tema Carnaval das Galáxias... Meu Grito de Alerta, a escola conseguiu o quarto título seguido, com 195 pontos, dois a mais que a segunda colocada, a co-irmãNações Unidas.
Em 2009, novamente Campeões com o enredo: A Criação dos Tempos nas Crenças Nagô. Este samba é um dos mais belos da Escola e foi composto por Junior BIcalho, Joel, Campeão, Wagner Pontual, Marquinho Maluco e cia.
Em 2010, ao abordar em seu carnaval o Rio São Francisco, a escola retratou lendas e figuras ilustres que navegaram por seu leito, desfilando com 1.500 componentes, divididos em 15 alas. Ao obter 199,5 pontos, sagrou-se hexacampeã. A festa do título foi realizada na Quadra e uma das imagens mais lindas produzidas foi o Pavilhão da Escola girando mesmo sob intensa chuva. Momento único e inesquecível em que quanto mais chovia, mais as pessoas sorriam e celebravam mais esta vitória.
O "mundo mágico dos sonhos" embalou o hepta campeonato da Escola em 2011.
Em 2012, com o enredo:  Uma viagem a Lendária Bahia, a escola conseguiu o oitavo título seguido, com 195,5 pontos, com empate com a co-irmã Nações Unidas, e desempatado com o critério ENREDO, no qual obteve 10/10.
Em 2014, após não haver desfile oficial no ano anterior, a Independência chegou ao seu ênea campeonato de forma consecutiva com mais um enredo africano:  Daomé...A Saga da Libertação!
A Independência chegou a sua décima conquista consecutiva obtendo nota máxima em seis dos nove quesitos: samba-enredo, mestre-sala e porta bandeira, enredo, alegoria, fantasia e comissão de frente. Em evolução teve média 9,12; em harmonia, 9,87 e, em bateria, 9,75. "E o povo começa a cantar" é um enredo que narra a importância do canto  na vida do brasileiro, destacando entre outros, o canto produzido nas senzalas, nas lutas contra a ditadura onde mesmo proibido ele não era calado. Título merecido e deca campeonato inconteste.
Em 2016 não houve disputa oficial nem premiação, apenas a apresentação das agremiações, mas a população escolheu pela internet a Escola que mais a agradou: foram 285.667 votos registrados entre os dias 06 a 08 de fevereiro daquele ano.
Exatamente 103.115 internautas escolheram a GRCES Independência, o que representa 36,2% do total dos votos. A agremiação vencedora encerrou a noite de desfiles. Campeã por 10 anos seguidos, a escola de samba do Jardim Casqueiro levou para a avenida o tema "Da folia, um rei", que contou a trajetória do carnavalesco carioca Joãosinho Trinta.

## Títulos
- Carnaval de Cubatão: 1978, 1979, 1980, 1981, 1982, 1983, 1984, 1986, 2000, 2005, 2006, 2007, 2008, 2009, 2010, 2011, 2012, 2014, 2015 e 2016
- 2º Grupo em Santos: 1981 e 1986
- Carnaval Metropolitano (realizado em Praia Grande): 2006.

### Presidentes
| Nome                      | Período                  | Ref.  |
| ------------------------- | ------------------------ | ----- |
| Donaldson Teixeira        | ? - ?                    |       |
| Severino Oliveira (Tatai) | aprox. 2007 - atualidade | [ 2 ] |

### Diretores
| Ano  | Diretor de Carnaval | Diretor geral de harmonia | Mestre de bateria | Ref.  |
| ---- | ------------------- | ------------------------- | ----------------- | ----- |
| 2015 |                     |                           | Dão               | [ 2 ] |
| 2016 |                     |                           |                   |       |

### Coreógrafo
| Ano       | Nome         | Ref. |
| --------- | ------------ | ---- |
| 2014-2016 | Eduardo Dark |      |

### Casal de Mestre-sala e Porta-bandeira
| Ano       | Nome                             | Ref. |
| --------- | -------------------------------- | ---- |
| 2008      | Valdir e Vanessa                 |      |
| 2009      | Zinho e Andress Simpatia         |      |
| 2010      | Hélio e Andress Simpatia         |      |
| 2011-2015 | Valdir e Andress Simpatia        |      |
| 2016      | Marcos Felipe e Andress Simpatia |      |

### Carnavais
| Ano  | Cubatão | Colocação         | Grupo Santos                                    | Enredo | Carnavalesco                 | Intérprete | Ref   |
| ---- | ------- | ----------------- | ----------------------------------------------- | --- | ---------------------------- | ---------- | ----- |
| 1977 | 2o.     |                   |                                                 | O Enigma de João Ramanho |                              |            |       |
| 1978 | Campeã  | 2o.               | Grupo 2                                         | Uma Chanchada no Asfalto |                              |            |       |
| 1979 | Campeã  | 6o.               | Grupo 1                                         | Rudá - O Deus do Amor |                              |            |       |
| 1980 | Campeã  |                   |                                                 | Epopéia dos Bandeirantes |                              |            |       |
| 1981 | Campeã  | Campeã            | 2º Grupo (Santos)                               | A embaixada de Daomé na Bahia |                              |            |       |
| 1982 | Campeã  | 6o.               | Grupo 1                                         | Uma Viagem pelo Brasil |                              |            |       |
| 1983 | Campeã  | 8o.               | Grupo 1                                         | Uma Visão do Paraíso |                              |            |       |
| 1984 | ND      |                   |                                                 | Não desfilou |                              |            |       |
| 1985 | Campeã  | 9o.               | Grupo 1                                         | A Saturnália do Balão Mágico |                              |            |       |
| 1986 | Campeã  | Campeã            | 2º Grupo (Santos)                               | Nosso Sonho é Ser Assim |                              |            |       |
| 1987 | H.C.    | 6o.               | Grupo 1                                         | Nem Tudo Que Reluz é Ouro, Nem Tudo Que Balança Cai |                              |            |       |
| 1988 | HC      | 6o.               | Grupo 1                                         | Brilho Dourado |                              |            |       |
| 1989 | HC      | Desclassificada   | Grupo 1                                         | Banzai Brasil |                              |            |       |
| 1990 |         | 4º lugar          | Grupo 1                                         | Paraíso Perdido | Jorge de Oliveira Barbosa    |            |       |
| 1991 | HC      | 4º lugar          | Grupo 1                                         | Droga de Vida, Esperança na Avenida |                              |            |       |
| 1992 | 2o.     | 6o.               | Grupo 1                                         | O Sonho do Menino |                              |            |       |
| 1993 | ND      | ND                | Não Desfilou                                    | Carnavais de Outrora |                              |            |       |
| 1994 | 3o.     |                   |                                                 | Banho da Doroti |                              |            |       |
| 1996 |         | 4o.               | Grupo 2                                         | Fazendo as Contas |                              |            |       |
| 1997 |         | 4o.               | Grupo 2                                         | Transparente, Brilhante... Mas Não é Diamante |                              |            |       |
| 2000 | Campeã  |                   |                                                 | Os Bons Filhos à Casa Tornam... A Volta dos Guarás Vermelhos (Deca Silva e cia) |                              |            |       |
| 2002 | HC      |                   |                                                 | Brasil Colônia na Visão de Debret (Compositores: Cleber do Cavaco, Jorginho, Minha, Everaldo, Davi Poeta) |                              |            |       |
| 2003 | HC      |                   |                                                 | Vamos fazer um negócio da China (Edson Dafféh, Hayatta Souza, Edson Shebba, Ekiton Ferreira e João Batista) |                              |            |       |
| 2004 | 2o.     |                   |                                                 | Esta força que nos guia. Cubatão explode de alegria (Compositores: Edson Dafféh, Joel Dias e Joacir) |                              |            |       |
| 2005 | Campeã  |                   |                                                 | Vem do Espaço Sideral nos Alertar Salvem o Verde, Amarelo, Azul e Branco - Aborígines do Futuro (Lelo Garoto, Cleber do Cavaco, Edson Dafféh, Jorginho da Vila, Fernandinho, Deca Silva, Everaldo)                                                   |                              |            |       |
| 2006 | Campeã  | Campeã            | Carnaval Metropolitano em Praia Grande (Campeã) | Os alquimistas estão chegando (Compositores: Fernando Negrão, Gustavo Santos, Ceno do Cavaco e Imperial) | Claudio Cavalcante - Cebola  |            |       |
| 2007 | Campeã  |                   |                                                 | Mama África na Corte Brasiliana (Compositores: Serginho do Porto e Claudio Cavalcanti) | Claudio Cavalcante - Cebola  |            |       |
| 2008 | Campeã  |                   |                                                 | Carnaval das Galáxias... Meu Grito de Alerta Cleber do Cavaco, Fernandinho, Jorginho, Everaldo e cia) | Mauro Xuxa                   |            |       |
| 2009 | Campeã  |                   |                                                 | A Criação dos Tempos nas Crenças Nagô | Mauro Xuxa                   |            |       |
| 2010 | Campeã  |                   |                                                 | “No caminho das águas, a esperança, nas margens do velho Chico, a lembrança” (Compositores: Edson Dafféh, Poty do Cavaco, Marquinhos do Banjo, Fernandinho, Chitão Martins, Cleber do Cavaco, Duquinha da Ladeira, Ederson Andrade e Sidney Melodia) | Tatai e Comissão de Carnaval |            |       |
| 2011 | Campeã  |                   |                                                 | O Mundo Mágico dos Sonhos | Tatai e Comissão de Carnaval |            | [ 3 ] |
| 2012 | Campeã  |                   |                                                 | Uma Viagem Cultural à Legendária Bahia | Tatai e Comissão de Carnaval |            | [ 4 ] |
| 2013 |         | não houve desfile |                                                 | |                              |            |       |
| 2014 | Campeã  |                   |                                                 | Daomé...A Saga da Libertação! | Raphael Soares               |            | [ 3 ] |
| 2015 | Campeã  |                   |                                                 | E o povo começa a cantar!!! (Compositores: Marcio Pessi, Edson Dafféh, Julião e Novelli) | Raphael Soares               |            | [ 2 ] |
| 2016 | Campeã  |                   |                                                 | Da folia...um rei! |                              |            |       |
|      |         |                   |                                                 | |                              |            |       |